# Campeonato Europeo de Curling Masculino de 2021
El XLVII Campeonato Europeo de Curling Masculino se celebró en Lillehammer (Noruega) entre el 20 y el 27 de noviembre de 2021 bajo la organización de la Federación Mundial de Curling (WCF) y la Federación Noruega de Curling.
Las competiciones se realizaron en la Håkons Hall de la ciudad noruega.

## Tabla de posiciones
| Pos | Equipo          | G | P | G–P |
| --- | --------------- | - | - | --- |
| 1   | Escocia         | 9 | 0 | –   |
| 2   | Suecia          | 7 | 2 | –   |
| 3   | Italia          | 6 | 3 | –   |
| 4   | Noruega         | 5 | 4 | 1–0 |
| 5   | Suiza           | 5 | 4 | 0–1 |
| 6   | Dinamarca       | 4 | 5 | 1–0 |
| 7   | República Checa | 4 | 5 | 0–1 |
| 8   | Alemania        | 3 | 6 | –   |
| 9   | Países Bajos    | 1 | 8 | 1–0 |
| 10  | Finlandia       | 1 | 8 | 0–1 |

## Cuadro final
|  | Semifinales | Semifinales |   |         | Final        | Final |  |
|  |             |             |   |         |              |       |  |
|  |             |             |   |         |              |       |  |
|  | Escocia     | 9           |   |         |              |       |  |
|  | Noruega     | 3           |   |         |              |       |  |
|  |             |             |   |         |              |       |  |
|  |             |             |   |         |              |       |  |
|  |             |             |   |         | Escocia      | 8     |  |
|  |             | Suecia      | 5 |         |              |       |  |
|  |             |             |   |         |              |       |  |
|  |             |             |   |         |              |       |  |
|  |             |             |   |         | Tercer lugar |       |  |
|  |             |             |   |         |              |       |  |
|  | Suecia      | 6           |   | Noruega | 4            |       |  |
|  | Italia      | 3           |   |         | Italia       | 10    |  |

## Medallistas
| Evento | Oro                                                                      | Plata                                                                                          | Bronce                                                                                      |
| ------ | ------------------------------------------------------------------------ | ---------------------------------------------------------------------------------------------- | ------------------------------------------------------------------------------------------- |
| Equipo | Escocia Bruce Mouat Grant Hardie Robert Lammie Hammy McMillan Ross Whyte | Suecia · Niklas Edin · Oskar Eriksson · Rasmus Wranå · Christoffer Sundgren · Daniel Magnusson | Italia · Joël Retornaz · Amos Mosaner · Sebastiano Arman · Simone Gonin · Mattia Giovanella |